# Andrena denticulata
Andrena denticulata ist eine Sandbiene aus der Familie Andrenidae. Sie ist eine solitäre, nestbauende Biene, die jährlich eine Generation hat und in Deutschland von Ende Juli bis Anfang September fliegt. Auf Deutsch wird sie manchmal „Rainfarn-Herbstsandbiene“ genannt.

## Merkmale

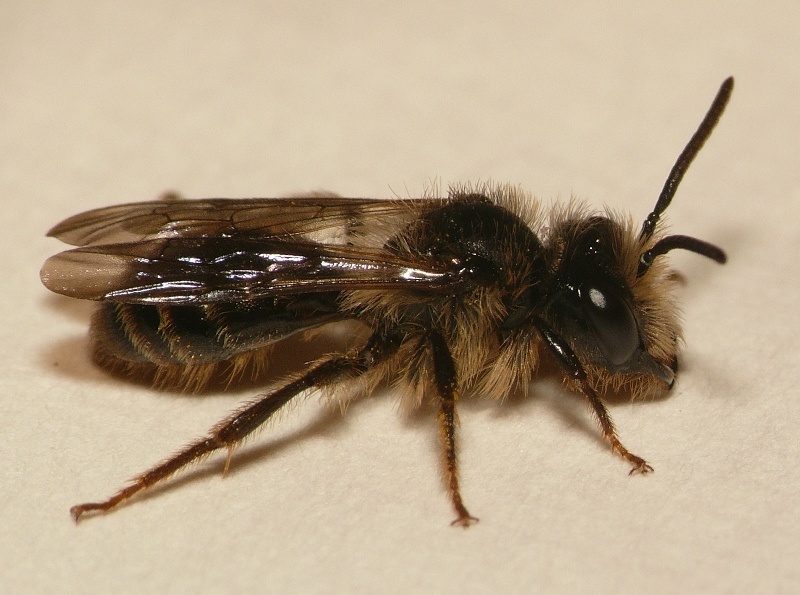
Andrena denticulata, Männchen

A. denticulata ist eine mittelgroße Sandbiene mit 10 bis 12 mm Körperlänge beim Weibchen und 8 bis 10 mm beim Männchen. Die Weibchen sind ähnlich wie Andrena flavipes, jedoch etwas kleiner. Das Mesonotum ist überwiegend schwarz behaart, mit blassen Thoraxseiten. An den Tergitenden 2 bis 4  sind breite, helle Haarbinden. Auch die Männchen sind am Mesonotum dunkel behaart und haben Tergit-Endbinden.
Für eine sichere Bestimmung, vor allem der Männchen, ist Spezialliteratur und Vergleichsmaterial nötig.

## Verbreitung und Lebensraum
A. denticulata ist von der Nordküste Spaniens über weite Teile von Europa und Zentralasien bis in den Fernen Osten (Sachalin, Südkurilen) verbreitet. In Europa kommt sie nordwärts auch in Skandinavien (bis über 60° nördlich) vor, südwärts bis in Mittelitalien (Latium).
In Deutschland und Österreich ist diese Sandbiene in fast allen Regionen zu finden, aber nicht sehr häufig, in der Schweiz ist die Art aktuell nur in den Alpen (meist bis ca. 500 m) verbreitet.

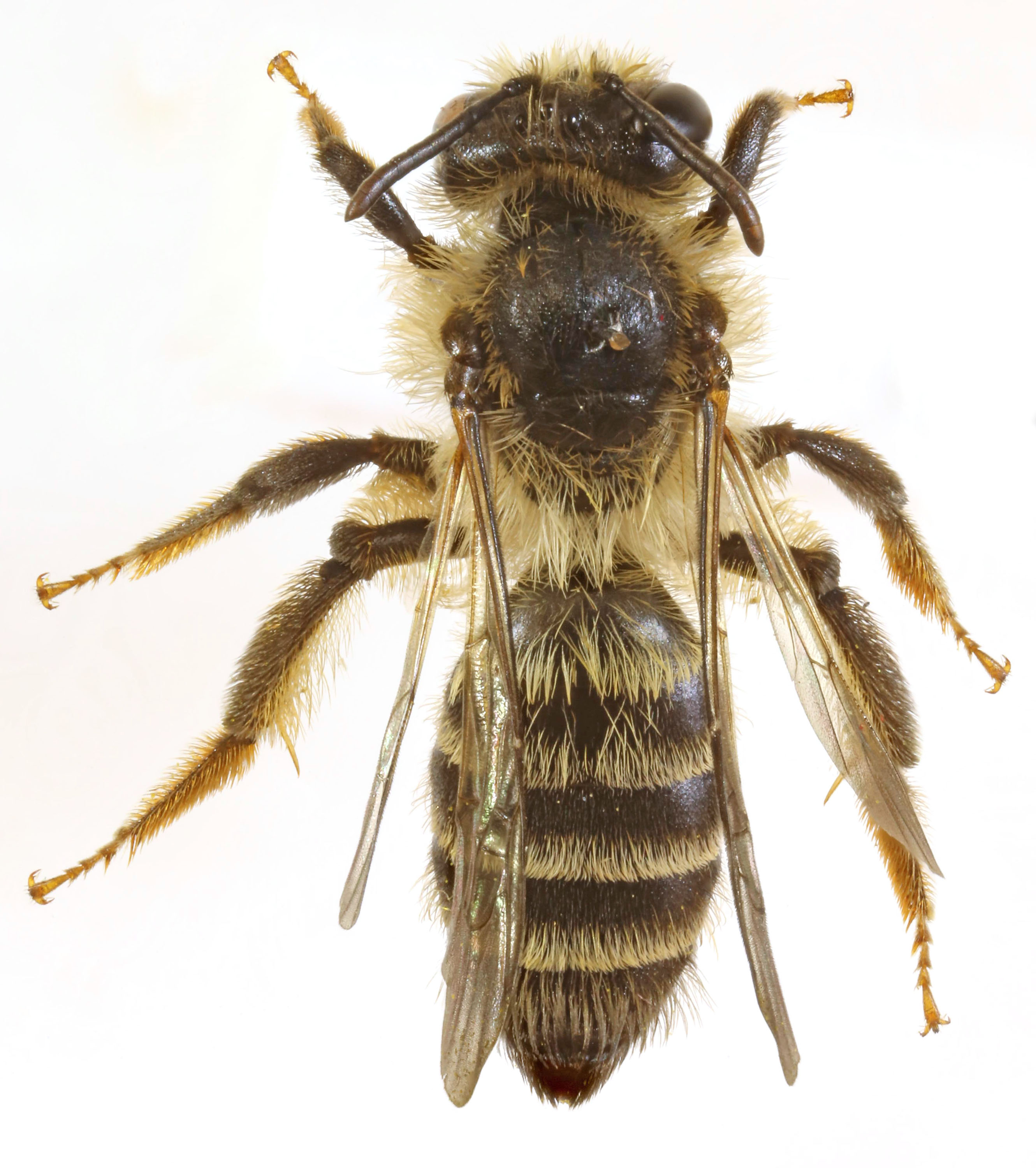
Andrena denticulata, Weibchen

Die Art kommt vor allem in Waldgebieten vor, in Waldlichtungen, an Kahlschlägen und in Parks.

## Lebensweise
A. denticulata ist eine ausgesprochen spät fliegende Art. Ihre Weibchen fliegen erst gegen Ende Juli und bauen ihre Nester einzeln an schütter bewachsenen Stellen, vorzugsweise in sandigem Boden. Sie sammeln dann Pollen von Korbblütlern, sind also oligolektisch. Besonders gerne besuchen sie Rainfarn (daher der deutsche Name), aber auch andere Korbblütler wie zum Beispiel Goldrute, Wiesen-Schafgarbe und Flockenblumen.
Parasiten: Die Kuckucksbiene Nomada rufipes und vielleicht auch  N. roberjeotiana parasitieren an A. denticulata. Erwachsene Tiere sind bisweilen von Fächerflüglern befallen.

## Systematik
A. denticulata gehört zur Untergattung Cnemidandrena, zu der in Mitteleuropa auch A. freygessneri, A. fuscipes,  A. nigriceps und A. simillima gehören (nicht jedoch die sehr ähnliche A. flavipes). Die Arten der Untergattung Cnemidandrena fliegen alle relativ spät im Jahr, weshalb sie auch Herbstsandbienen genannt werden. 
Im Fernen Osten (Japan, Korea, China und Russland) wurde eine sehr ähnliche Art (A. seneciorum) beschrieben, die teilweise als Unterart (A. denticulata seneciorum) gesehen wird.